# Nỗi sợ cộng sản

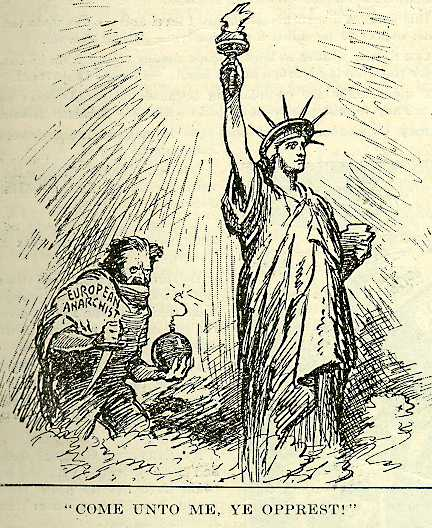
Một người châu Âu theo chủ nghĩa vô chính phủ đang cố phá hủy tượng Nữ thần Tự do trong bức tranh tuyên truyền chính trị năm 1919.

Nỗi sợ cộng sản hay nỗi sợ đỏ (tiếng Anh: red scare) là thuật ngữ chỉ rõ hai thời kỳ chống Cộng sản,chống chủ nghĩa xã hội và chống cánh tả ở Mỹ: nỗi sợ đỏ lần thứ nhất, từ 1919 đến 1921, và nỗi sợ đỏ lần thứ hai, từ 1947 đến 1957. Nỗi sợ đỏ lần thứ nhất nhắm vào phong trào Cách mạng công nhân (có liên quan đến chủ nghĩa xã hội) và các nhà hoạt động chính trị cấp tiến. Nỗi sợ đỏ lần thứ hai tập trung vào những người cộng sản trong và ngoài nước Mỹ mà đang có ảnh hưởng đến xã hội hoặc đang xâm nhập vào chính quyền liên bang, hoặc cả hai. Hiện nay đang có làn sóng chống cộng và cánh tả lần 3 mà người khởi đầu là Tổng thống Donald Trump.